# (6544) Stevendick
(6544) Stevendick – planetoida z pasa głównego asteroid okrążająca Słońce w ciągu 4 lat i 223 dni w średniej odległości 2,77 j.a. Została odkryta 29 września 1986 roku w Obserwatorium Kleť w pobliżu Czeskich Budziejowic przez Zdeňkę Vávrovą. Nazwa planetoidy pochodzi od Stevena J. Dicka (ur. 1949), prezydenta Komisji 41 IUA w latach (1997-2000) oraz hitoryka NASA od 2003 roku. Przed nadaniem nazwy planetoida nosiła oznaczenie tymczasowe (6544) 1986 SD.